# Genesis: In Concert
Genesis: In Concert è il primo video live del gruppo musicale Britannico Genesis, messo in commercio nel 1977.
È stato registrato nel 1976 all'Apollo Theatre di Glasgow, in Scozia, il 9 luglio e al Bingley Hall di Stafford (Inghilterra) il 10 di quello stesso mese durante l'A Trick of the Tail Tour. 
Venne ripubblicato nel 1992 in versione Laserdisc solo in Giappone e nel 2007 è stato rimasterizzato per entrare a far parte del DVD della ristampa del disco A Trick of the Tail.

## Tracce
1. I Know What I Like (In Your Wardrobe)
2. Fly on a Windshield (Part 2)
3. The Carpet Crawlers
4. The Cinema Show (Part 2)
5. Entangled
6. Supper's Ready (Part 2)
7. Los Endos